# サビー川
サビー川（サビーがわ）とは、アフリカ大陸の南部、すなわち南部アフリカを流れる、国際河川の1つである。

## 概要

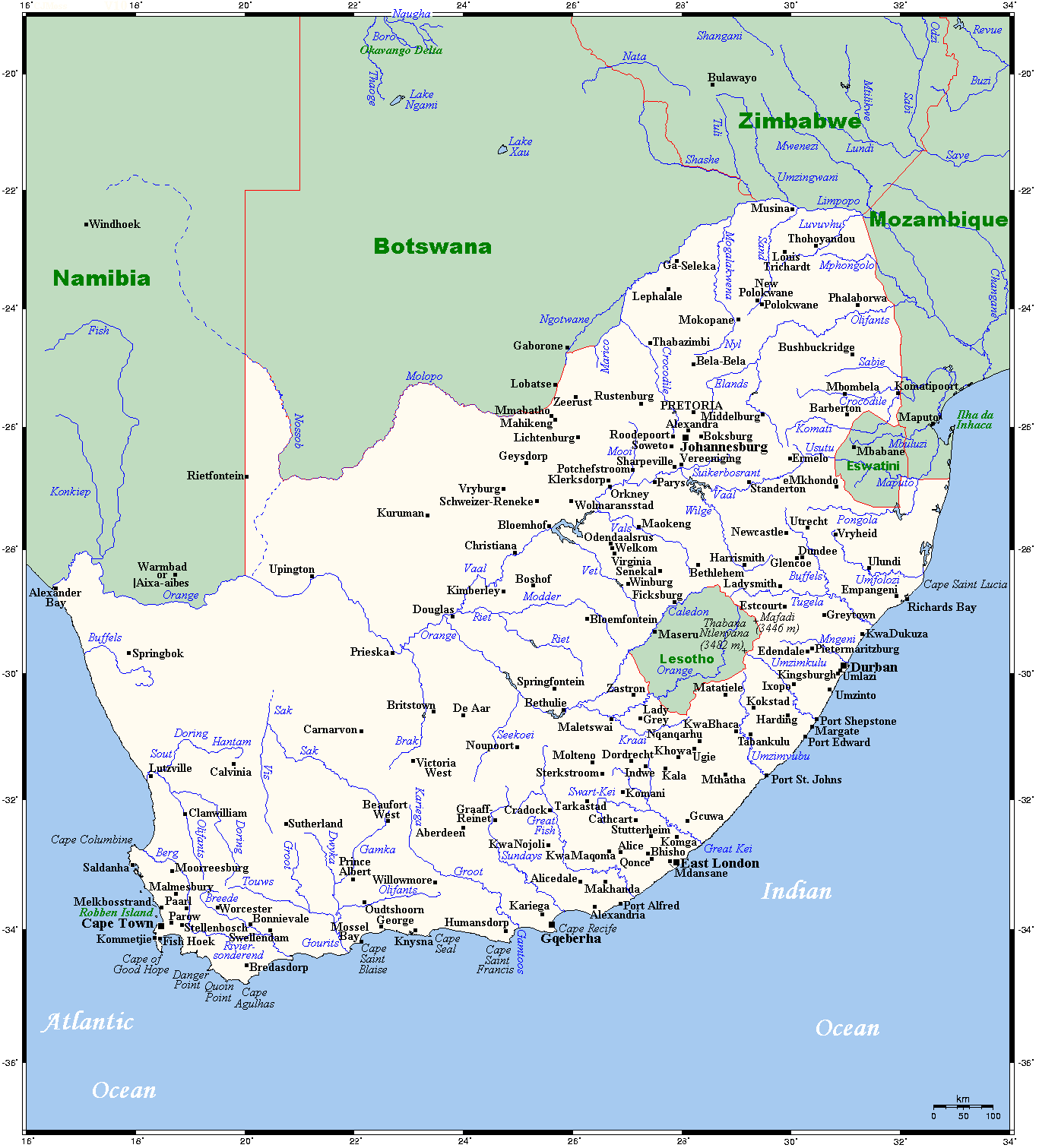
南緯24度と26度の間、東経30度よりも東側（地図で言うと、右端部の中央よりもやや上方）に「Sabie」と書かれているのがサビー川の流路。

サビー川は、ドラケンスバーグ山脈の標高約2130m付近、南アフリカ共和国北西部のムプマランガ州内から流れ出している

。
そこから、だいたい東の方向へと、幾つもの河川と合流しながら流れてゆく。途中、主要な支流であるサンド川と合流した後に、南アフリカ共和国よりクルーガー国立公園に指定されている地域へと入る

。
サビー川の流域では、例年夏季（12月から2月くらい）に降雨量が多いため、この時期にサビー川の流量は最大となる

。
対して、乾季に当たる冬は流量が減り、特に冬の終わり頃にサビー川の流量は最も少なくなるものの、これまでに南アフリカ共和国内において、サビー川が干上がったということは観測されたことがない

。
そして、クルーガー国立公園からさらに東の方向へと流れてモザンビークとの国境を越えて、モザンビークのマプト州に入り、コルマナダムが作られたことによってできた人工湖に流れ込む

。
コルマナダムはサビー川の途中に建設されたダムであり

、ダムの先もだいたい東の方向に流れて、最終的にコマチ川（インコマチ川と呼ばれることもある）と合流する所までが、サビー川である。なお、コマチ川と合流したサビー川の水は、最終的にインド洋に面したマプト湾へと流れ込んでいる。

## 主な参考文献
- 南アフリカ共和国 River Health Programme